# 十二糎二八連装噴進砲
|                      |                           |
| 十二糎二八連装噴進砲 |                           |
| 使用勢力             | 大日本帝国海軍            |
| 採用年               | 1944年(昭和19年)          |
| 口径                 | 120mm                     |
| 砲身長               | 1,500mm                   |
| 初速                 | 240m/秒                   |
| 最大射程             | 4,800m                    |
| 最大射高             | 2,600m                    |
| 発射速度             | 15から20発/分             |
| 俯仰角               | +10度から+80度            |
| 俯仰速度             | 12度/秒 （人力で9度/秒）  |
| 旋回角               | 全周                      |
| 旋回速度             | 12度/秒 （人力で12度/秒） |
| 動力                 | 電動                      |
| 重量                 | 2.5トン                   |
| 要員                 |                           |
| 使用弾               | 12cmロサ弾                |
| 弾薬包全長           | 730mm（6.08口径）         |
| 弾薬包重量           |                           |
| 弾丸重量             | 22kg                      |
| 炸薬重量             | 200g(?)                   |
| 装薬重量             | 推薬3.4kg                 |
| 信管                 | 四式時限筒                |
| 製造数               |                           |
| 備考                 |                           |

十二糎二八連装噴進砲（12せんち28れんそうふんしんほう）は、日本海軍の開発した多連装ロケットランチャーである。正式名は噴進砲となっているが、構造的にはロケットガン（噴進弾砲）ではなくロケットランチャー（噴進弾発射器）である。旧日本軍では他のロケットランチャーでも、砲兵の装備であるためか「砲」と分類し命名している。

## 概要
四式焼霰（しょうさん）弾（ロケット式焼霰弾、通称ロサ弾）を発射する多連装ロケット砲である。
ロサ弾はロケット弾の一種で、着火すると1.1秒燃焼し飛翔、5.5秒後(1,050m）もしくは8秒後（1,500mか1,700m）に爆発し、周囲に60個の焼霰弾子をまき散らすものである。
マリアナ沖海戦の戦訓により急遽発射台が製作されて正式採用された。12cmロサ弾28本を装填する架台には25mm3連装機銃の架台を流用、また射撃指揮装置も九五式機銃射撃指揮装置をそのまま使用した。
砲員は防炎服に身を包み、砲の発射に際しては発射台より待避する必要があった。そのため、1度発射すると発射炎の高熱が残る中の再装填に2分から4分ほど時間が掛かるという、対空砲として致命的な問題もあった。さらに、瑞鶴の乗組員の回想では一斉に発射すると高熱で砲身が変形して使えなくなってしまうため、隣り合わない砲で2発くらいずつしか射撃できなかったとされている。
レイテ沖海戦の戦訓から砲の構造を強化、軽量化した30連装架台が実用化された。また射撃指揮装置も専用の四式射撃指揮装置四型と追尾盤が開発された。
『噴進兵器の歴史』26頁によると「28連装の発火継電器のメモリは⑭まであり、例えばハンドルを1メモリ廻して①に合わせると「発射順序図」にある「1」及び「1’」に通電され、ロサ弾が発射される」とあり、1メモリ廻すと2発発射される仕組みであった。同書によると28連装は手動であったが、後の30連装では自動機能も追加された。

## 実戦での運用
レイテ沖海戦では参加空母4隻と伊勢型戦艦に搭載されたが、有効射程は1,500mほどで、命中精度の問題もあって敵機の撃墜は難しく、威嚇以上のものでは無かった。
それでも、伊勢、日向ではこれを急降下爆撃の回避に有効に使っている。

### 搭載艦船
マリアナ沖海戦後に多くの空母に搭載された。レイテ沖海戦に参加した4隻の空母のうち瑞鶴についてはアメリカ軍撮影の写真から搭載が確認できる。瑞鳳と千歳は戦闘詳報に図示込みで搭載の記述があり、千代田についても前3隻と同様、直前に呉に入渠していることから搭載したと推定される。信濃は搭載前に戦没した可能性もある。その他の空母については戦後の写真などから搭載が確認できる。
- 戦艦：伊勢 - 日向
- 航空母艦：瑞鶴 - 雲龍 - 天城  - 葛城  - 信濃 - 瑞鳳 - 龍鳳 - 千歳  - 千代田 - 隼鷹 - 伊吹（未成）